# Monastère de Kennesrin
Le monastère syriaque de Kennesrin (le « nid d'aigle »), parfois nommé monastère de Beith-Aphthonia, est situé en Syrie, près d’Europos (site de Karkemish), à l'Est de l'Euphrate.
Le monastère fut fondé par Jean bar Aphthonia vers 530 quand il fut chassé du monastère de Saint-Thomas à Séleucie de Piérie pour son opposition au concile de Chalcédoine
Ce monastère devint un foyer de culture grecque et syriaque, où enseigna Sévère Sebôkht (mort en 667), où se formèrent des théologiens, comme Thomas d'Héraclée (m. 627 ?) et Jacques d'Édesse (633-708), et d'où sortirent plusieurs patriarches de l'Église non-chalcédonienne d'Antioche, tels qu'Athanase II (683-686) et Dionysius Ier de Tel Mahre (817-845), et aussi Georges, évêque des Arabes (m. 725).
Il fut en activité jusqu'au XIIIe siècle.

## Article lié
- Chalcis de Belos (aujourd'hui Kennesrin ou Qinnasrin)